# Bone Machine
Bone Machine è l'undicesimo album in studio del cantautore statunitense Tom Waits.

## Tracce
Tutte le canzoni, eccetto dove indicato, sono state scritte da Tom Waits
1. Earth Died Screaming – 3:39
2. Dirt in the Ground – 4:08 - (Waits, Kathleen Brennan)
3. Such a Scream – 2:07
4. All Stripped Down – 3:04
5. Who Are You – 3:57 - (Waits, Brennan)
6. The Ocean Doesn't Want Me – 1:51
7. Jesus Gonna Be Here – 3:21
8. A Little Rain – 2:58 - (Waits, Brennan)
9. In the Colosseum – 4:50 - (Waits, Brennan)
10. Goin' Out West – 3:19 - (Waits, Brennan)
11. Murder in the Red Barn – 4:29 - (Waits, Brennan)
12. Black Wings – 4:37 - (Waits, Brennan)
13. Whistle Down the Wind – 4:36
14. I Don't Wanna Grow Up – 2:31 - (Waits, Brennan)
15. Let Me Get Up On It – 0:55 - (strumentale)
16. That Feel – 3:11 - (Keith Richards, Waits)

## Musicisti
- Tom Waits - voce principale(in tutte le canzoni), Chamberlin (1,6,9), percussioni (1,3,4,5,6,15), chitarra (1,3,5,12,14,16), bacchette (1), pianoforte (2,13), contrabbasso (7), Conundrum (9), batteria (10,11,12,16)
- Brain Mantia - batteria (3,9)
- Kathleen Brennan - bacchette (1)
- Ralph Carney - sassofono alto (2,3), sassofono tenore (2,3), clarinetto basso (2)
- Les Claypool - basso elettrico(1)
- Joe Gore - chitarra (4,10,12)
- David Hidalgo - violino(13), Accordion (13)
- Joe Marquez - bacchette (1), banjo (11)
- David Phillips - steel guitar (8,13,16)
- Keith Richards - chitarra (16), voce (16)
- Larry Taylor - contrabbasso (1,2,4,5,8,9,10,11,12,14,16), chitarra (7)
- Waddy Wachtel - chitarra (16)